# Список українців у Континентальній хокейній лізі
Нижче наведено список українців в Континентальній хокейній лізі (КХЛ). У сезоні 2014-15 українці становили 14-ту за чисельністю національність у лізі. У сезоні КХЛ 2009-10 грало 26[a] українських гравців, що є найбільшою кількістю на сьогоднішній день, із 49-ти, які були заявлені або виступали у лізі за весь час. Олексій Житник, Антон Бабчук і Микола Жердєв обиралися для участі на щорічний матч всіх зірок КХЛ.
Олег Твердовський став першим гравцем українського походження, який виграв Кубок Гагаріна у складі ХК «Салават Юлаєв» 2010 року. У 2013 році Костянтин Касянчук став першим гравцем української збірної, який зробив те саме, після чого Кубок був доставлений до Києва для святкування. У червні 2010 року віце-президент КХЛ з хокейних операцій Володимира Шалаєва заявив, що 13,5% гравців в КХЛ мають українське коріння.

## Гравці

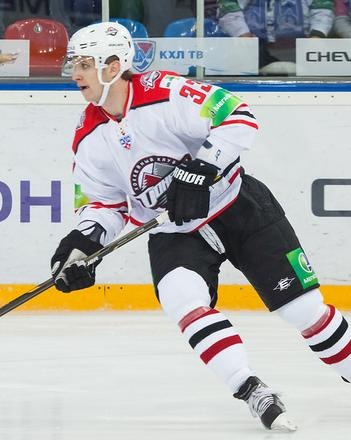
Антон Бабчук під час виступів за ХК «Донбас» 2012 року

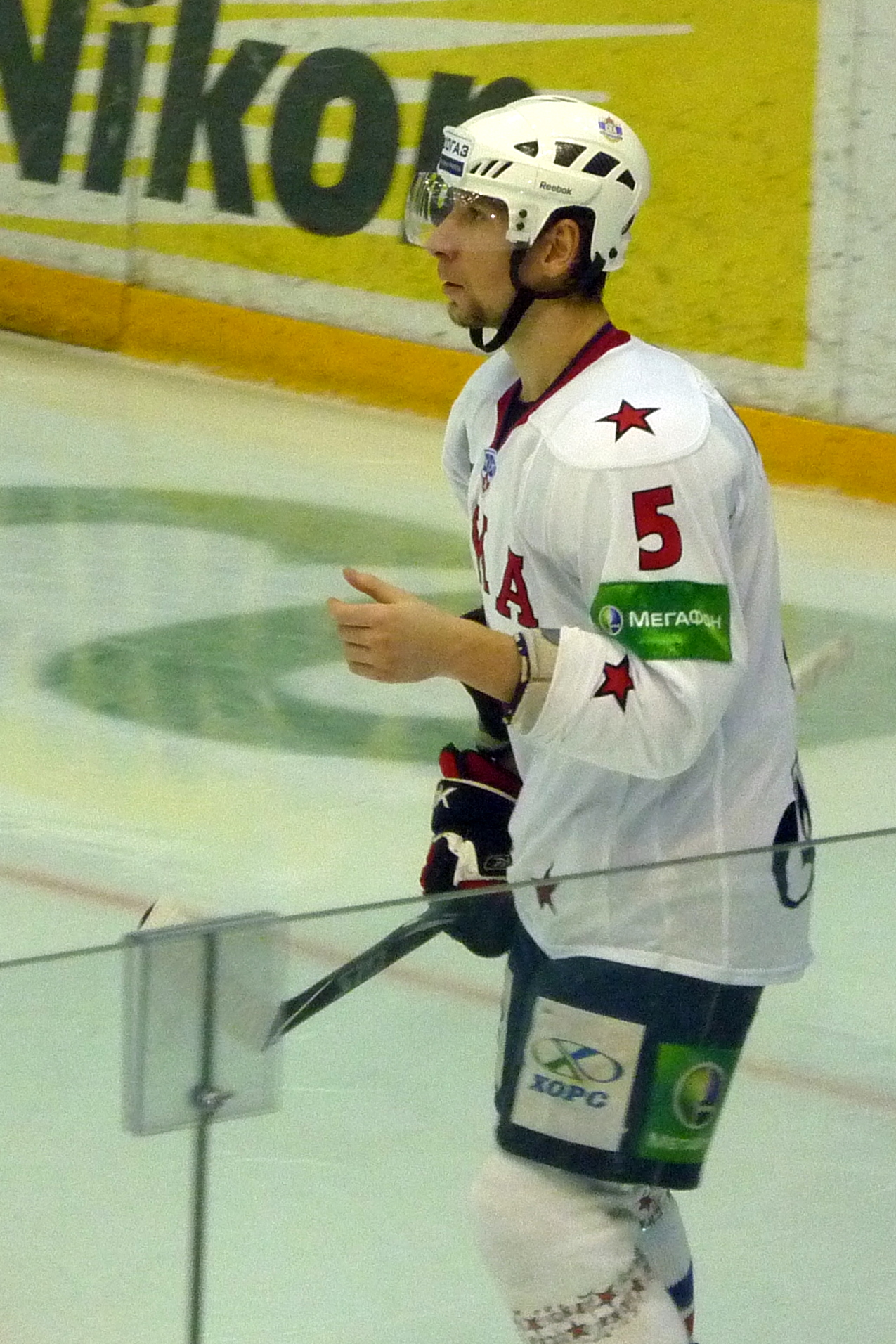
Віталій Вишневський у матчі проти нижегородського «Торпедо» 12 грудня 2010 року

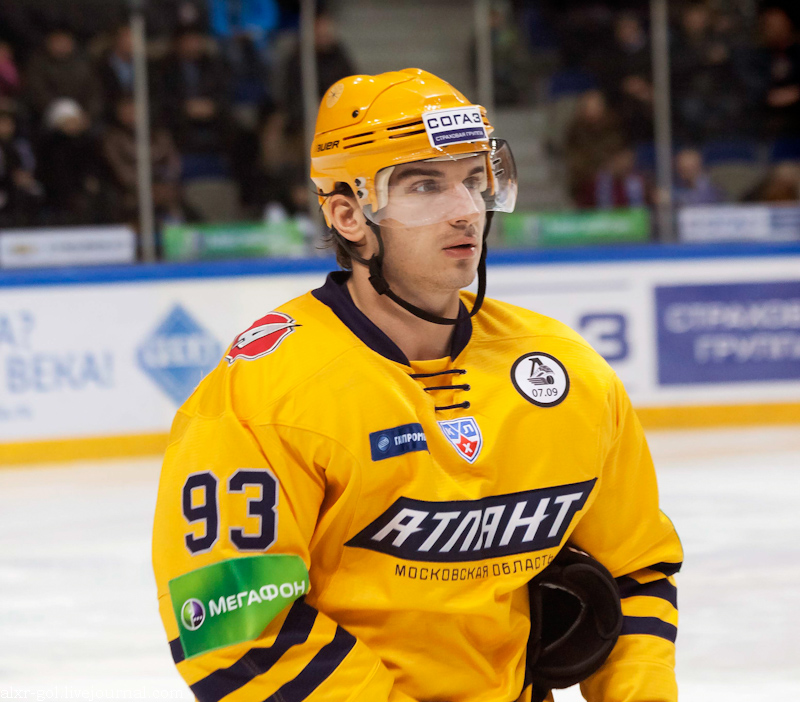
Микола Жердєв під час виступів за Атлант

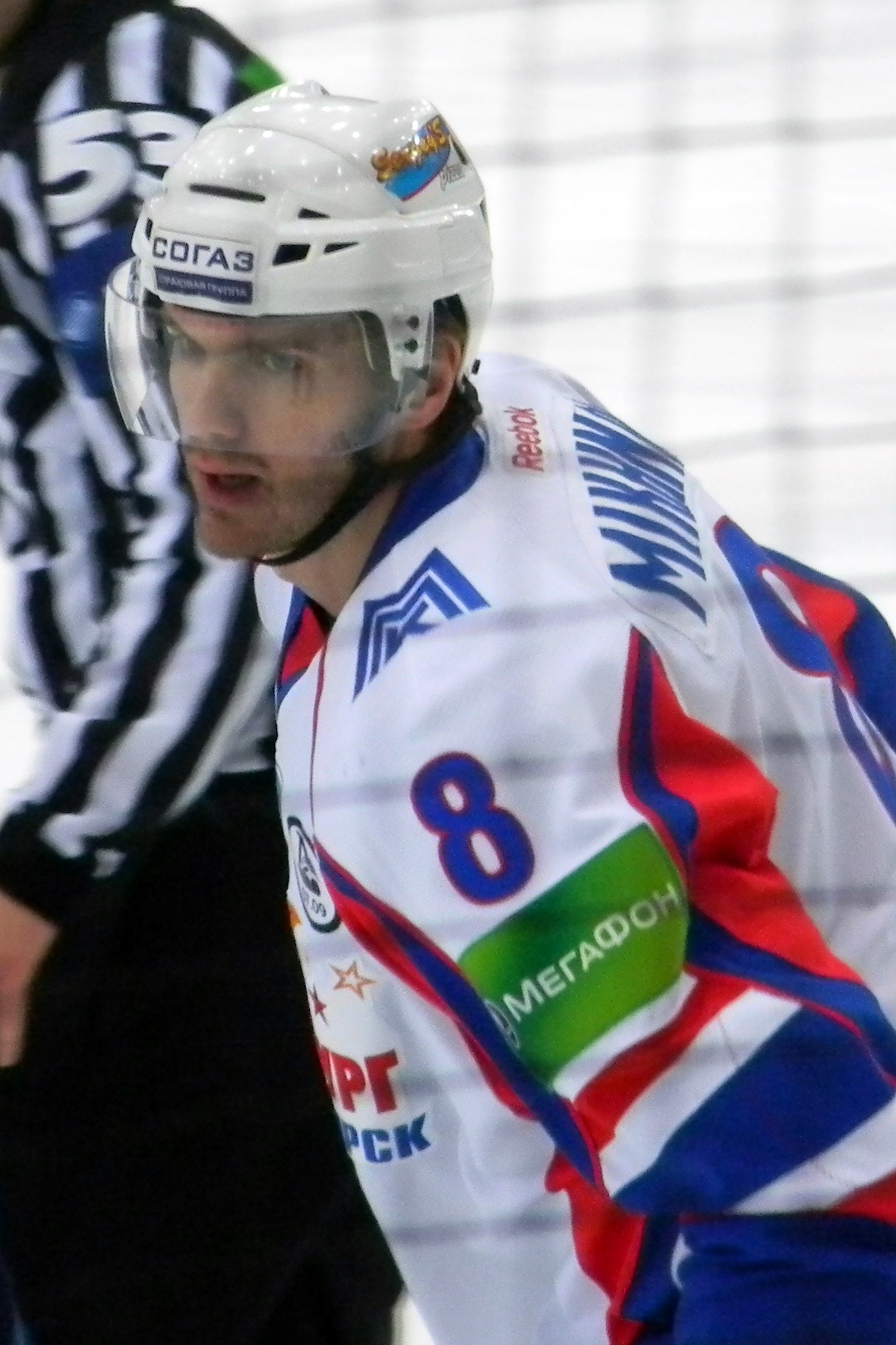
Олексій Міхнов під час виступів за «Металург» 2012 року

|  | = Виступав у сезоні 2015-16 |  |  | = Був у заявці на сезон |  |  | = Виступав у сезоні 2016-17 |  |  | = Завершив кар'єру |  |

| Нац.      | Ім'я                   | Поз. | Ігри | Г  | П   | Очки | Місце народження | Клуб              | Джерело       |
| --------- | ---------------------- | ---- | ---- | -- | --- | ---- | ---------------- | ----------------- | ------------- |
| Україна   | Віктор Андрущенко      | Нп   | 59   | 3  | 11  | 14   | Київ             | (Білорусь)        | [ 3 ]         |
| Росія     | Віталій Анікєєнко[☦]   | Зх   | 175  | 15 | 39  | 54   | Київ             | -                 | [ 4 ]         |
| Росія     | Антон Бабчук ★         | Зх   | 171  | 19 | 31  | 50   | Київ             | -                 | [ 5 ]         |
| Україна   | Денис Баєв             | Зх   | 168  | 11 | 16  | 27   | Конотоп          | (ВХЛ)             | [ 6 ]         |
|           | Євген Бєлухін          | Нп   | 149  | 15 | 27  | 42   | Арзамас-16       | (ВХЛ)             | [ 7 ] [ 8 ]   |
|           | Дмитро Березін         | Вр   | 1    | -  | -   | -    | Новосибірськ     | (Україна)         | [ 9 ]         |
| Україна   | Роман Благий           | Нп   | 37   | 1  | 2   | 3    | Київ             | (Україна)         | [ 10 ]        |
| Росія     | Антон Бут              | ЛН   | 314  | 76 | 90  | 166  | Харків           | -                 | [ 11 ]        |
| Росія     | Денис Денисов          | Зх   | 538  | 59 | 137 | 196  | Харків           | ЦСКА              | [b]           |
| Україна   | Віталій Доніка         | ЦН   | 15   | 0  | 1   | 1    | Київ             | -                 | [ 13 ]        |
| Україна   | Руслан Федотенко       | ЛН   | 92   | 15 | 26  | 41   | Київ             | -                 | [ 14 ]        |
| Україна   | Сергій Гайдученко      | Вр   | 93   | -  | -   | -    | Київ             | Медвещак          | [ 15 ]        |
| Україна   | Костянтин Касянчук     | Нп   | 214  | 35 | 41  | 76   | Київ             | -                 | [ 16 ]        |
| Україна   | Сергій Климентьєв      | Зх   | 40   | 2  | 4   | 6    | Київ             | -                 | [ 17 ]        |
| Росія     | Олександр Комаристий   | ЦН   | 344  | 43 | 68  | 111  | Сєвєродонецьк    | Металург          | [ 18 ]        |
| Україна   | Максим Квітченко       | Нп   | 39   | 0  | 1   | 1    | Київ             | -                 | [ 19 ]        |
| Україна   | Владислав Лисенко      | Зх   | 5    | 0  | 0   | 0    | Київ             | (Україна)         | [ 20 ]        |
| Україна   | Віталій Люткевич       | Зх   | 20   | 0  | 1   | 1    | Київ             | (ВХЛ)             | [ 21 ]        |
| Україна   | Олександр Матерухін    | ЛН   | 195  | 53 | 28  | 81   | Київ             | Динамо (Мінськ)   | [ 22 ]        |
| Росія     | Олексій Міхнов         | ЛН   | 447  | 91 | 114 | 205  | Київ             | Автомобіліст      | [ 23 ]        |
| Україна   | Андрій Міхнов          | ЛН   | 109  | 10 | 13  | 23   | Київ             | (Білорусь)        | [ 24 ]        |
|           | Єгор Морозов           | Нп   | 120  | 10 | 6   | 16   | [✪]Тольятті      | Сочі              | [ 25 ]        |
| Україна   | Артем Остроушко        | Зх   | 51   | 5  | 8   | 13   | Київ             | -                 | [ 26 ]        |
| Україна   | Денис Петрухно         | Зх   | 0    | 0  | 0   | 0    | Київ             | (Україна)         | [ 27 ]        |
| Казахстан | Федір Поліщук          | ЛН   | 415  | 35 | 62  | 97   | Колодисте        | Металург          | [ 28 ]        |
| Україна   | Олексій Понікаровський | ЛН   | 224  | 24 | 36  | 60   | Київ             | Куньлунь Ред Стар | [ 29 ]        |
| Україна   | Геннадій Разін         | Зх   | 344  | 11 | 34  | 45   | Харків           | -                 | [ 30 ]        |
| Росія     | Андрій Сергєєв         | Зх   | 318  | 21 | 59  | 80   | Сімферополь      | Нафтохімік        | [ 31 ]        |
| Україна   | Олег Шафаренко         | Нп   | 21   | 2  | 4   | 6    | Київ             | (Україна)         | [ 32 ]        |
| Україна   | Вадим Шахрайчук        | ЦН   | 115  | 15 | 13  | 28   | Київ             | -                 | [ 33 ]        |
|           | Владислав Шалімов      | ПН   | 17   | 0  | 0   | 0    | Бєлово           | -                 | [ 34 ] [ 35 ] |
| Росія     | Єгор Шастін            | Нп   | 144  | 34 | 43  | 77   | Київ             | (Казахстан)       | [ 36 ]        |
| Україна   | Михайло Шевчук         | Вр   | 0    | -  | -   | -    | Харків           | (Україна)         | [ 37 ]        |
| Росія     | Денис Швидкий          | ПН   | 37   | 3  | 4   | 7    | Харків           | -                 | [ 38 ]        |
| Росія     | Дмитро Швіденко        | Зх   | 32   | 0  | 1   | 1    | Лубни            | (ВХЛ)             | [ 39 ]        |
|           | Юрій Сильницький       | Зх   | 34   | 1  | 1   | 2    | Тюмень           | (Казахстан)       | [ 40 ] [ 41 ] |
| Україна   | Костянтин Сімчук       | Вр   | 13   | -  | -   | -    | Київ             | -                 | [ 42 ]        |
| Росія     | Данило Собченко[☦]     | ЦН   | 68   | 6  | 3   | 9    | Київ             | -                 | [ 43 ]        |
| Білорусь  | Олексій Страхов        | ПН   | 25   | 3  | 3   | 6    | Харків           | -                 | [ 44 ]        |
| Росія     | Володимир Ткачов       | Зх   | 207  | 39 | 37  | 76   | Дніпропетровськ  | Ак Барс           | [ 45 ] [ 46 ] |
| Україна   | Олександр Торяник      | ПН   | 45   | 5  | 1   | 6    | Харків           | (ВХЛ)             | [ 47 ]        |
| Росія     | Олег Твердовський      | Зх   | 223  | 31 | 56  | 87   | Донецьк          | -                 | [ 48 ]        |
| Україна   | Сергій Варламов        | ЛН   | 193  | 25 | 29  | 54   | Київ             | -                 | [ 49 ]        |
| Росія     | Віталій Вишневський    | Зх   | 444  | 29 | 69  | 98   | Харків           | -                 | [ 50 ]        |
|           | Олександр В'юхін[☦]    | Вр   | 96   | -  | -   | -    | Свердловськ      | -                 | [ 51 ]        |
| Україна   | Віктор Захаров         | Нп   | 37   | 2  | 6   | 8    | Київ             | (Україна)         | [ 52 ]        |
| Росія     | Ігнат Земченко         | ЦН   | 226  | 32 | 28  | 60   | Київ             | Металург          | [ 53 ]        |
| Україна   | Павло Падакін          | ПН   | 47   | 5  | 5   | 10   | Київ             | Сочі              | [ 54 ]        |
| Росія     | Микита Лісов           | Зх   | 121  | 3  | 10  | 13   | Запоріжжя        | Авангард          | [ 55 ]        |
| Росія     | Микола Жердєв ★        | ПН   | 381  | 75 | 150 | 225  | Київ             | Торпедо           | [ 56 ]        |
| Росія     | Олексій Житник ★       | Зх   | 124  | 5  | 21  | 26   | Київ             | -                 | [ 57 ]        |

Примітка: ★ позначає гравця, який брав участь в матчі всіх зірок КХЛ

Уся статистика наведена станом на 1 лютого 2017 року

### Розподіл гравців за національністю
- Українці
- Прийняли українське громадянство
- Росіяни
- Казахстанці
- Білоруси
- Нейтральні

### Капітани
Кілька гравців виступали як капітани своїх клубів КХЛ, в тому числі: Олексій Житник («Динамо» Москва); Віталій Вишневський (СКА); Сергій Варламов, Руслан Федотенко (ХК «Донбас»); Микола Жердєв (Атлант); Денис Денисов (ЦСКА) і Олександр Комаристий (Металург).

## Гравці українського походження
Нижче наведено список гравців КХЛ, які не народилися в Україні, але мають задокументоване українське походження.
- Аким Аліу[59]
- Михайло Анісін[60]
- Зак Бойчук[61]
- Шон Гешка[62]
- Олександр Єременко[63]
- Джоффрі Лупул[61]
- Андрій Николишин[64]

## Виноски
- a  В це число включені як гравці збірної України, так і гравці українського походження.
- b  Денис Денисов народився у Харків, Українська ССР, у сім'ї військовослужбовця, який переїхав до Твері до незалежності України. Через це він ніколи не був громадянином України.[65]
- c  Юрій Сильницький і Владислав Шалімов грали в сезоні 2012-13, але не отримували українське громадянство до наступного року.[66]
- Вказує на гравця, який народився в Росії, і став натуралізованим громадянином України
- ☦  Віталій Анікєєнко, Данило Собченко і Олександр В'юхін загинули у 2011 році у авіакатастрофі «Локомотива» до стартової гри сезону КХЛ 2011-12.